# Barbara Szałapak
Barbara Maria Szałapak (ur. 1 sierpnia 1959) – polska aktorka teatralna.
Jest absolwentką Państwowej Wyższej Szkoły Teatralnej w Krakowie (1982). W latach 1982–1983 występowała w Teatrze im. L. Solskiego w Tarnowie, a od 1983 roku związana jest z krakowskim Teatrem Ludowym. W 2019 otrzymała Srebrny Krzyż Zasługi.

## Filmografia
- 2012 Julia (serial telewizyjny) jako sprzątaczka (odc.83)
- 2010 Majka (serial telewizyjny) jako siostra Jola
- 2007, 2013-2015 – Pierwsza miłość, jako kandydatka na opiekunkę Tomeczka, syna Kingi Żukowskiej, Zofia opiekunka Julii
- 2005 Kryminalni jako była kochanka Orlicza (odc.34)
- 1997-2013 Klan (serial telewizyjny) jako Brygida Kwiatkowska
- 1991 – Podwójne życie Weroniki